# Verbum Keresztény Kulturális Egyesület
Verbum Keresztény Kulturális Egyesület – közérdekű, karitatív, nonprofit, nem-kormányzati és politikamentes szervezet. 2004-ben alakult a Gyulafehérvári főegyházmegye és a szatmári, váradi és temesvári püspökség védnöksége alatt.

## Céljai, feladatai
Célja általában a kulturális és keresztény, katolikus értékek bemutatása, ilyen tevékenységek szervezése, fenntartása, a Vasárnap és a Keresztény Szó szerkesztése, kiadása és terjesztése, általában az erdélyi magyar katolikus könyvkiadás és terjesztés megszervezése, kialakítása. A kiadványok sorába tartoznak egyházi, egyháztörténeti, teológiai, hitéleti, pasztorális jellegű, valamint (társadalom)tudományi, néprajzi, kulturális antropológiai, filozófiai, szociológiai, neveléstudományi, művészettörténeti stb. és szépirodalmi művek. Az egyesület feladata a keresztény, katolikus szellemiség terjesztése, ennek érdekében találkozókat, előadásokat szervez, kulturális és pasztorális célokat szolgáló tevékenységeket folytat.

## Kiadásában megjelent fontosabb kötetek
- Bura László: A szatmárnémeti Szent János-plébánia temploma 1906–2006 (Kolozsvár, 2006);
- Marton József – Jakabffy Tamás: Az erdélyi katolicizmus századai (Kolozsvár, 2007);
- Örökérvényű igazságaink. Emlékkönyv Jakab Gábor 70. születésnapjára (szerk. Bodó Márta, Kolozsvár, 2008);
- András Ignác: A templom közelében, még a sírban is. Kászonjakabfalva rendhagyó útikönyve temploma építésének 200. évfordulójára (Kolozsvár, 2008);
- András Ignác: A halálkapu mögött. A legfiatalabb kászoni falu, Kászonaltíz rendhagyó útikönyve (Kolozsvár, 2009);
- Fábián Dénes: Kászon völgye keresztjei (Kolozsvár, 2008);
- Árpád-házi Szent Erzsébet. Magyar–német kultúrkapcsolatok Kelet-Közép-Európában (szerk. Gábor Csilla – Knecht Tamás – Tar Gabriella Nóra, Kolozsvár, 2009);
- Farmati Anna: Más régi ének. A XVII. századi katolikus népénekköltészet szövegtípusai és motívumrendszere (Kolozsvár, 2009);
- Jakab Gábor: Húsz éve „szabadon” Csíksomlyón. Pünkösdi búcsúk 1990–2009.
- Ecce sacerdos magnus. Tanulmányok Márton Áron püspökké szentelésének 75. évfordulójára  (szerk.: Marton József – Diósi Dávid – Bodó Márta)